# Victor Gilbert
Victor Gabriël Gilbert (Parijs, 13 februari 1847 - aldaar, 21 juli 1935) was een Frans kunstschilder. Hij werkte in de academische traditie en werd het meest bekend door zijn genrewerken, vaak stads- en markttaferelen, alsook portretten. 

## Leven

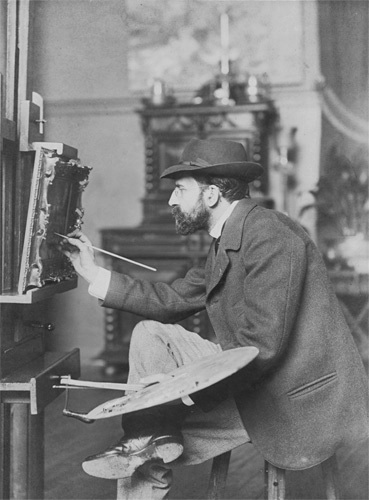
Victor Gabriël Gilbert

Gilbert vertoonde in zijn kindertijd een technische begaafdheid in tekenen, maar zijn ouders konden geen kunstopleiding voor hem betalen. Hij ging een tijd in de leer bij decorateur-schilder Paul Adam, waarna hij opleidingen volgde aan de École de La Ville de Paris, maar verder geldt hij grotendeels als autodidact. 
Gilbert was een leerling van Victor Adam (1801–1866) en vervolgens Charles Busson (1822–1908).
Gilbert moest doorgaans hard werken om aan de kost te komen en richtte zich in de keuze van zijn onderwerpen op de heersende smaak van de beau monde van de belle époque. Hij schilderde in een realistische stijl, conform de geldende academische traditie. 
Hij maakte naam als genreschilder en registreerde vooral het leven in de grote stad, vaak Parijs, maar bijvoorbeeld ook in Luik. Vaak schilderde hij marktplaatsen en straathandelaren, met name op en rondom Les Halles. Daarbij had hij een voorliefde voor bloemen, die zijn werken vaak van kleurige accenten voorzagen. Onder invloed van het impressionisme werd zijn werk allengs lichter. 
Begonnen als broodschilder zou Gilbert altijd bijzonder productief blijven, hoewel hij vanaf midden jaren 1870 door zijn toenemende populariteit en de steun van kunsthandelaar Paul Martin financieel in betere doen raakte. Hij exposeerde vanaf 1873 regelmatig in de Parijse salon. Tijdens expositie van 1889 won hij een gouden medaille. In 1897 werd hij opgenomen in het Legioen van Eer en in 1926 won hij de Prix Léon Bonnat. Na 1890 paste hij zijn stijl en themakeuzes regelmatig aan. In toenemende mate zou hij zich toeleggen op de portretkunst. 
Gilbert overleed in 1935 op 88-jarige leeftijd. 
Diverse werken hebben hun weg gevonden naar museumcollecties in binnen- en buitenland, waaronder het Palais des Beaux-Arts in Lille en het Philadelphia Museum of Art. Ook in het Hotel du Louvre hangen diverse werken van zijn hand.

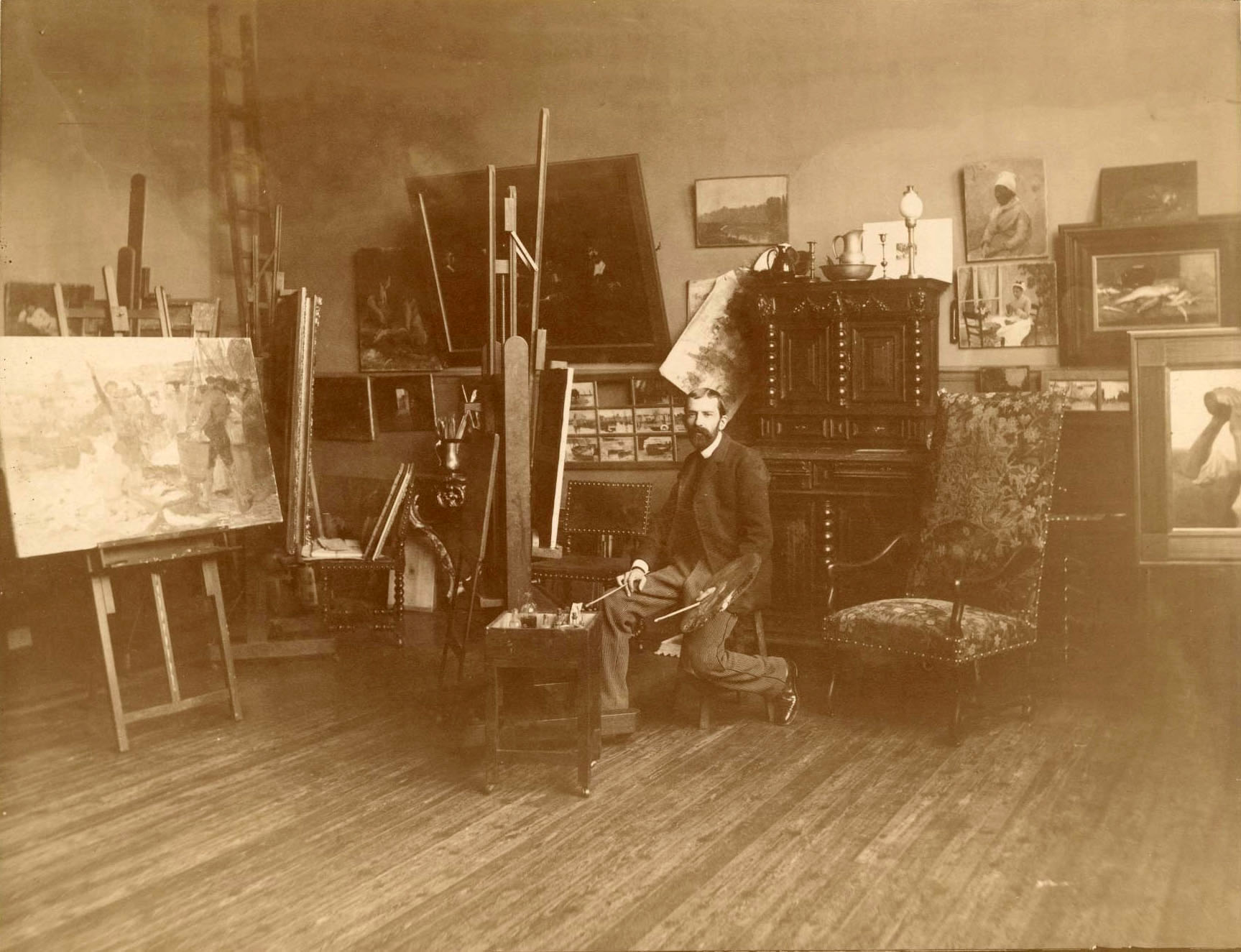
Gilbert in zijn atelier (ca. 1885-1890).

## Tentoonstellingen
- 1873: Salon des artistes français (met de werken Avant le bal' en Les apprêts du diner)[1]
- 1874: Salon des artistes français (met het schilderij Le pot au feu)
- 1875: Salon des artistes français (met het schilderij Portrait de Madame M.)
- 1877: Tentoonstelling van schilder- en andere werken van levende meesters te Amsterdam (met het werk De bruidsbouquet)[2]
- 1880: Salon des artistes français;
- 1881: Salon des artistes français;
- 1883: Expositie in Munchen;
- 1893: World's Columbian Exposition[3]
- 1894: Tentoonstelling in Wenen;
- 1905: International Spring Exhibition 1905, Budapest;
- 1907: Société des Peintres du Paris Moderne. Quatrième Exposition, Grand Palais, Paris;
- 1908: Tentoonstelling in London
- 1913: Wereldtentoonstelling van 1913, Gent

Bron: 

## Prijzen
- Medaille van de tweede klasse op het Salon van 1880 voor het schilderij Un coin du marché au poisson, le matin
- Zilver medaille op de Wereldtentoonstelling van 1889
- Ridder van het Legioen van Eer /Chevalier de la Légion d'Honneur in 1897
- Léon Bonnat Prize in 1926
- Lid van de Vereniging van Franse Kunstenaars in 1914

## Musea en publieke collecties
- La Halle aux poissons, le matin (1880, olieverf op doek, 181 × 140 cm) in het Palais des Beaux-Arts, Lille;
- Musée Carnavalet, Parijs
- Coquelicots dans un champ (attribué à Victor Gilbert, 1880, Huile sur panneau, 26,8 × 35,2 cm) in het Philadelphia Museum of Art, voorheen toegewezen aan Mary Cassatt;
- Petit Palais, Paris
- Tentation (1892, fotogravure op papier, 18 × 14 cm) in het Musée Goupil, Bordeaux;
- Le Carreau des Halles (1880, 54 × 74 cm) in het Musée Malraux - MuMa, Le Havre;
- La Demoiselle, Huile sur bois (41 × 32 cm) in het Musée d'Art et d'Histoire, Bayeux;
- Marchande de volailles lisant (olieverf op doek; 46 × 56 cm) in het Musée d'Art moderne et contemporain de Strasbourg;
- Musée des Beaux-Arts, Château de Dieppe, Dieppe
- Un coin des Halles (olieverf op doek; 235 × 331 cm) in het Musée des Beaux-Arts, Bordeaux
- British Museum, London[4]
- Les Halles le Matin, La Boverie, Liège
- RISD Museum, Providence, Rhode Island[5]* Musée des Beaux-Arts, Pau
- Hotel du Louvre

Bron: 

## Galerij

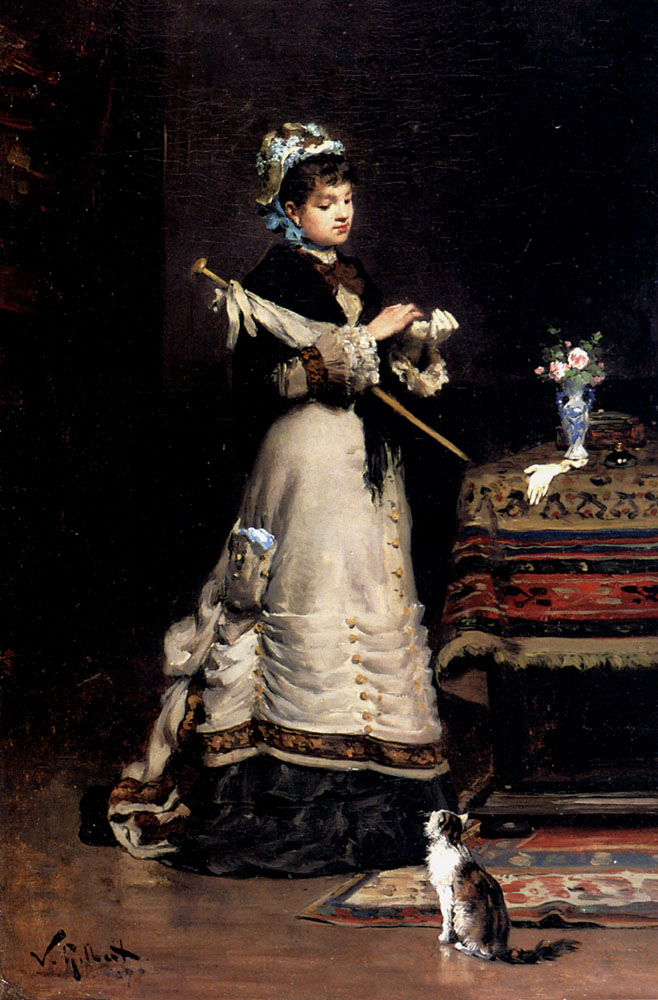
Na het bezoek
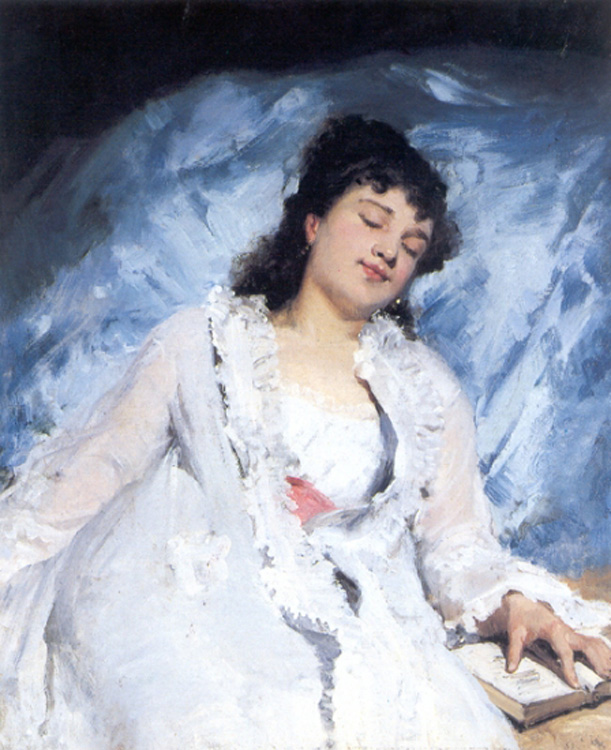
Repose
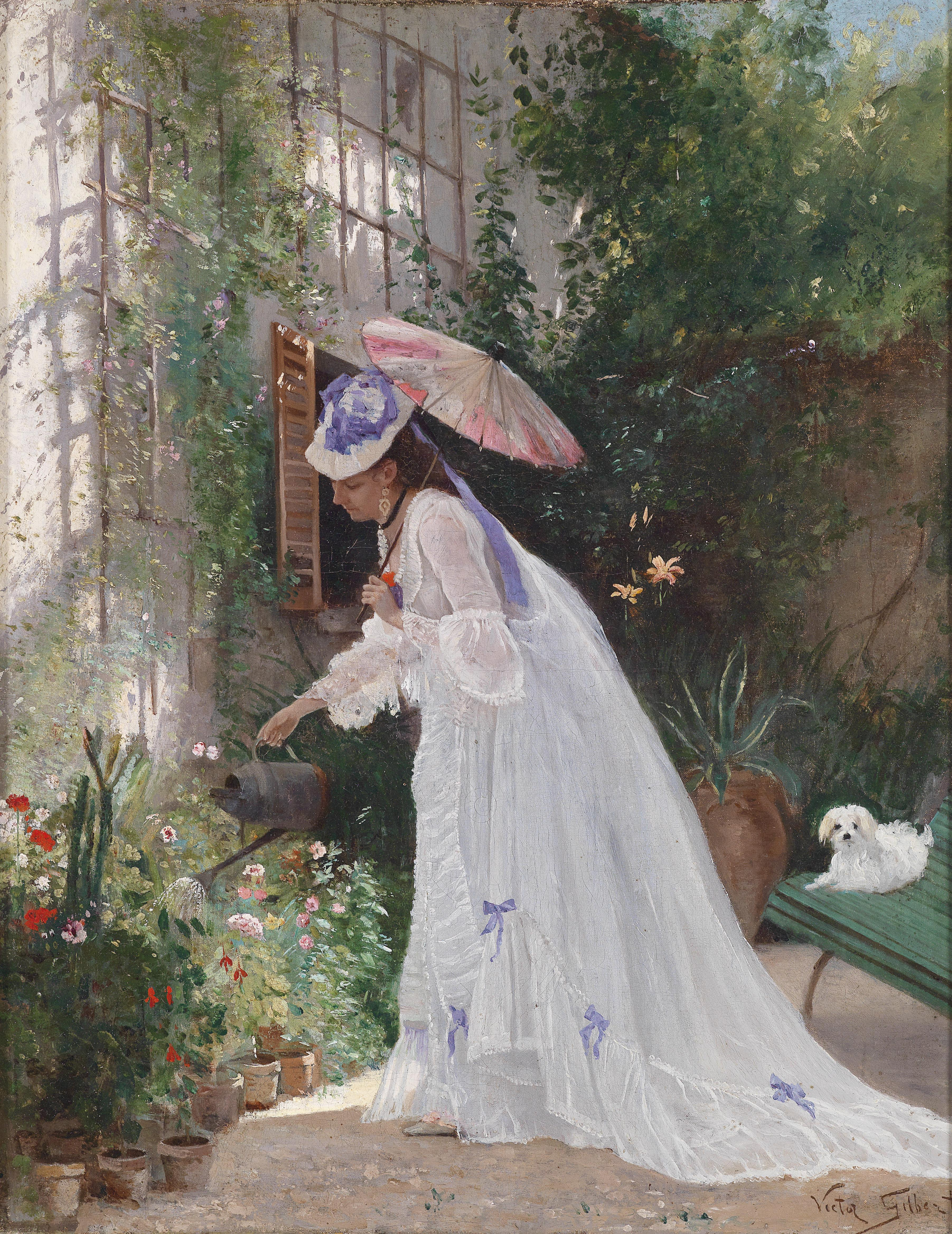
Liefdevolle bloemenverzorging
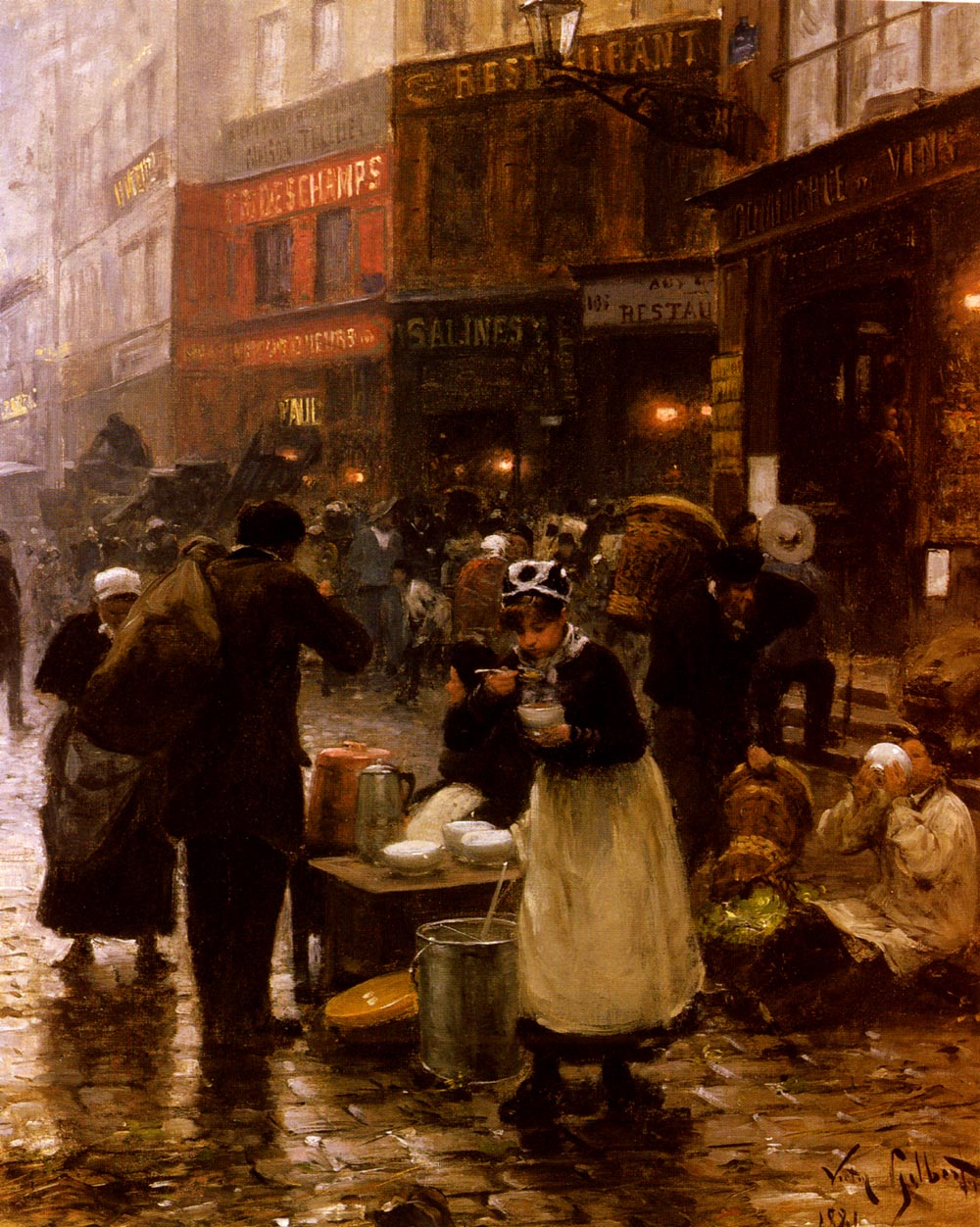
Marktdag
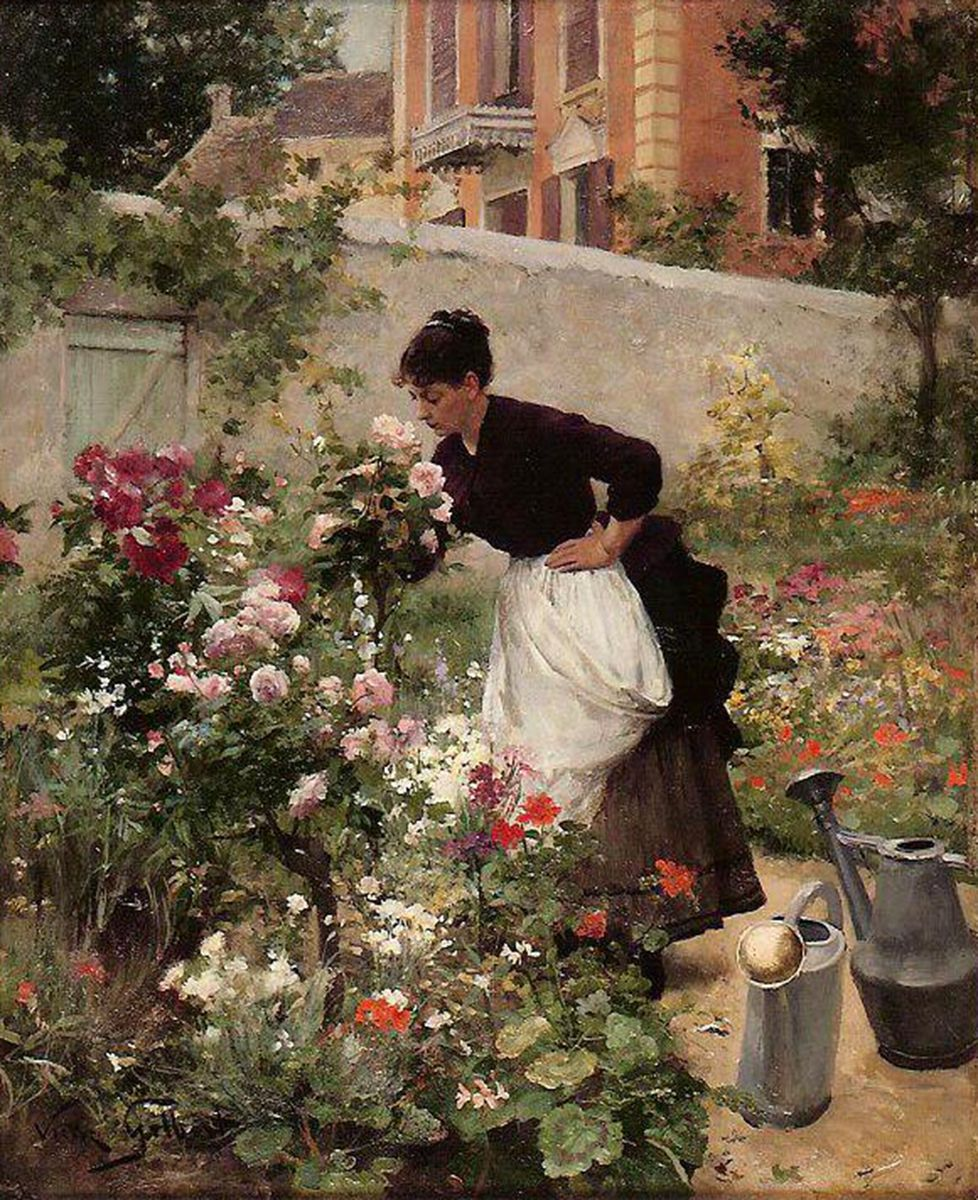
Jonge vrouw in de bloementuin
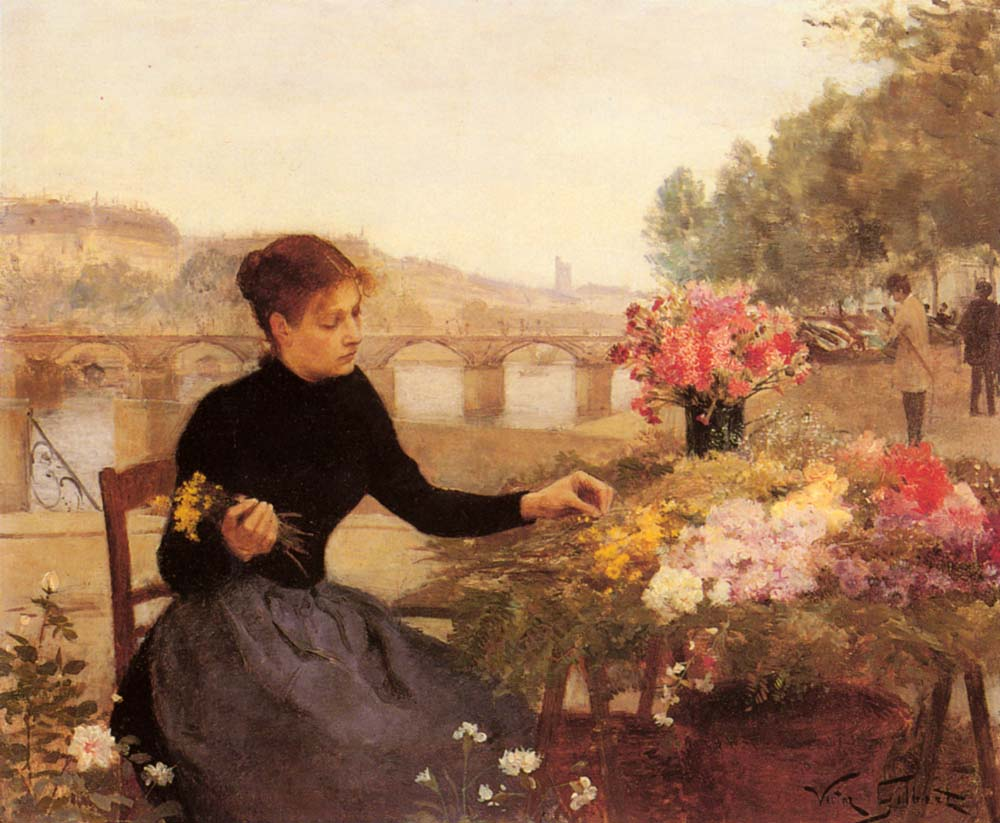
Les Halles
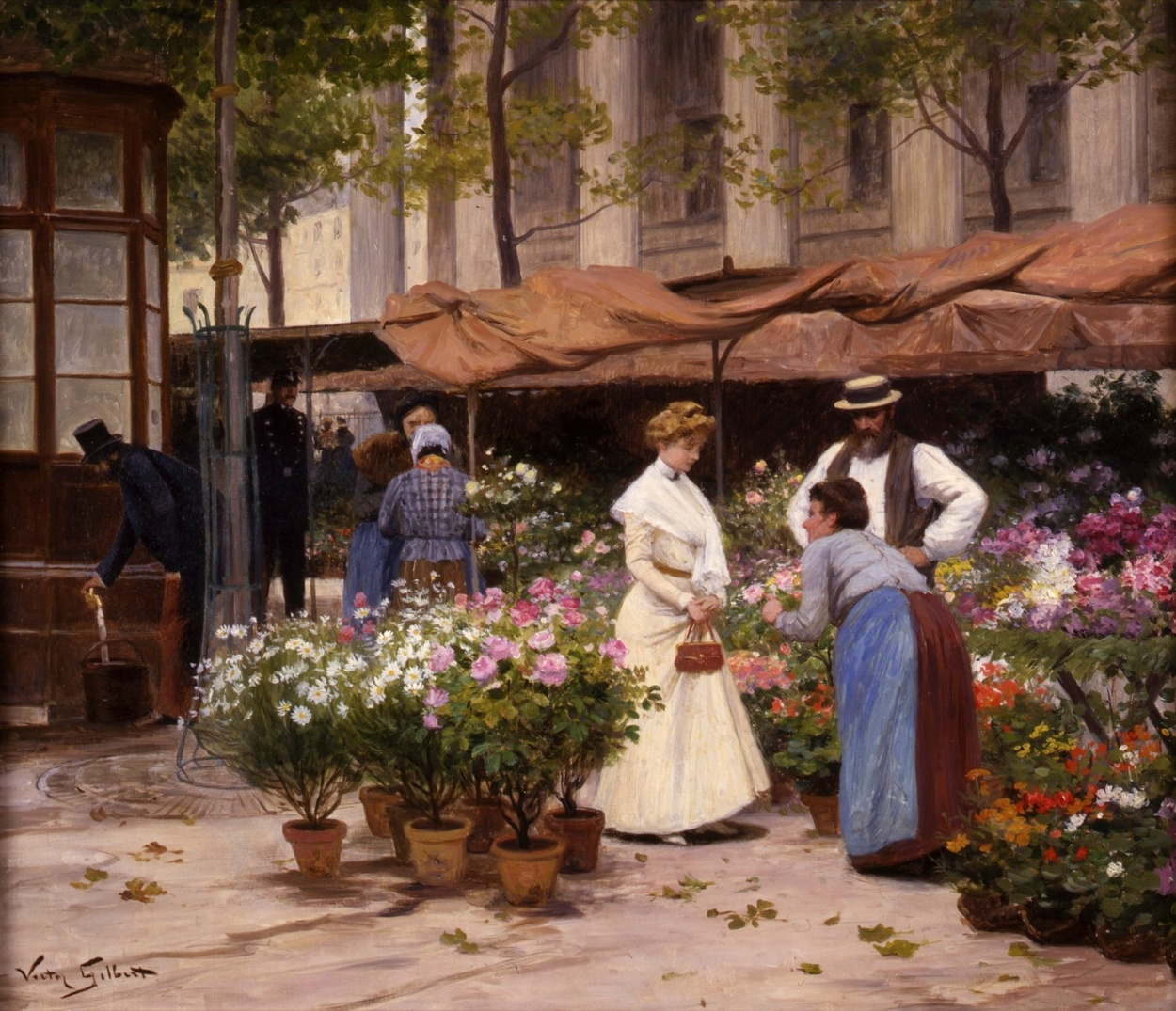
De bloemenmarkt
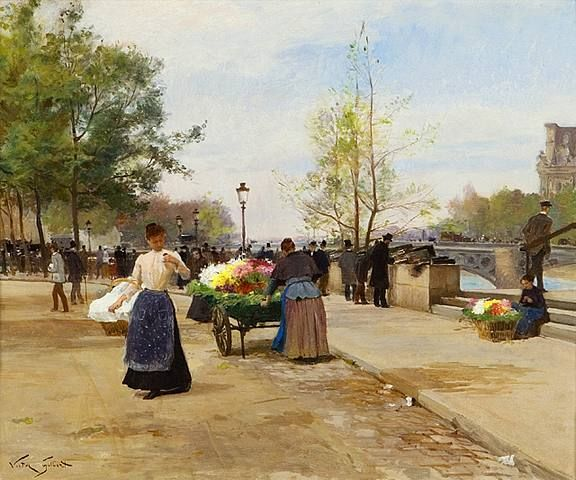
Bloemenverkoopster bij het Pont de Louvre
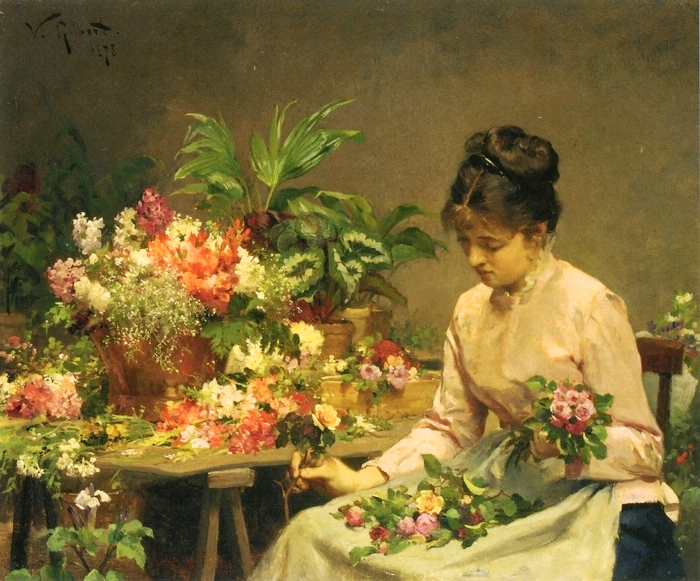
De bloemenverkoopster
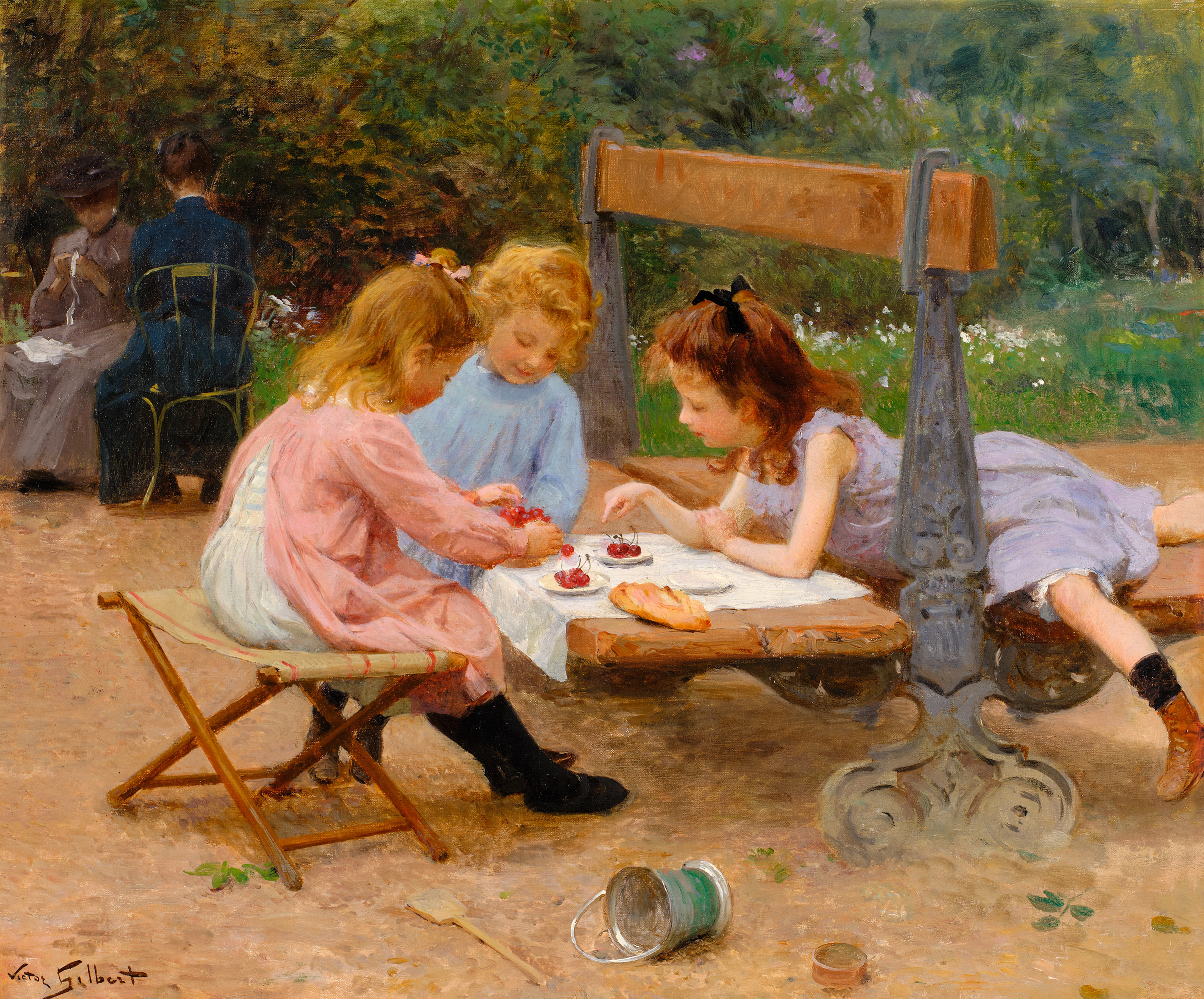
De middagsnack
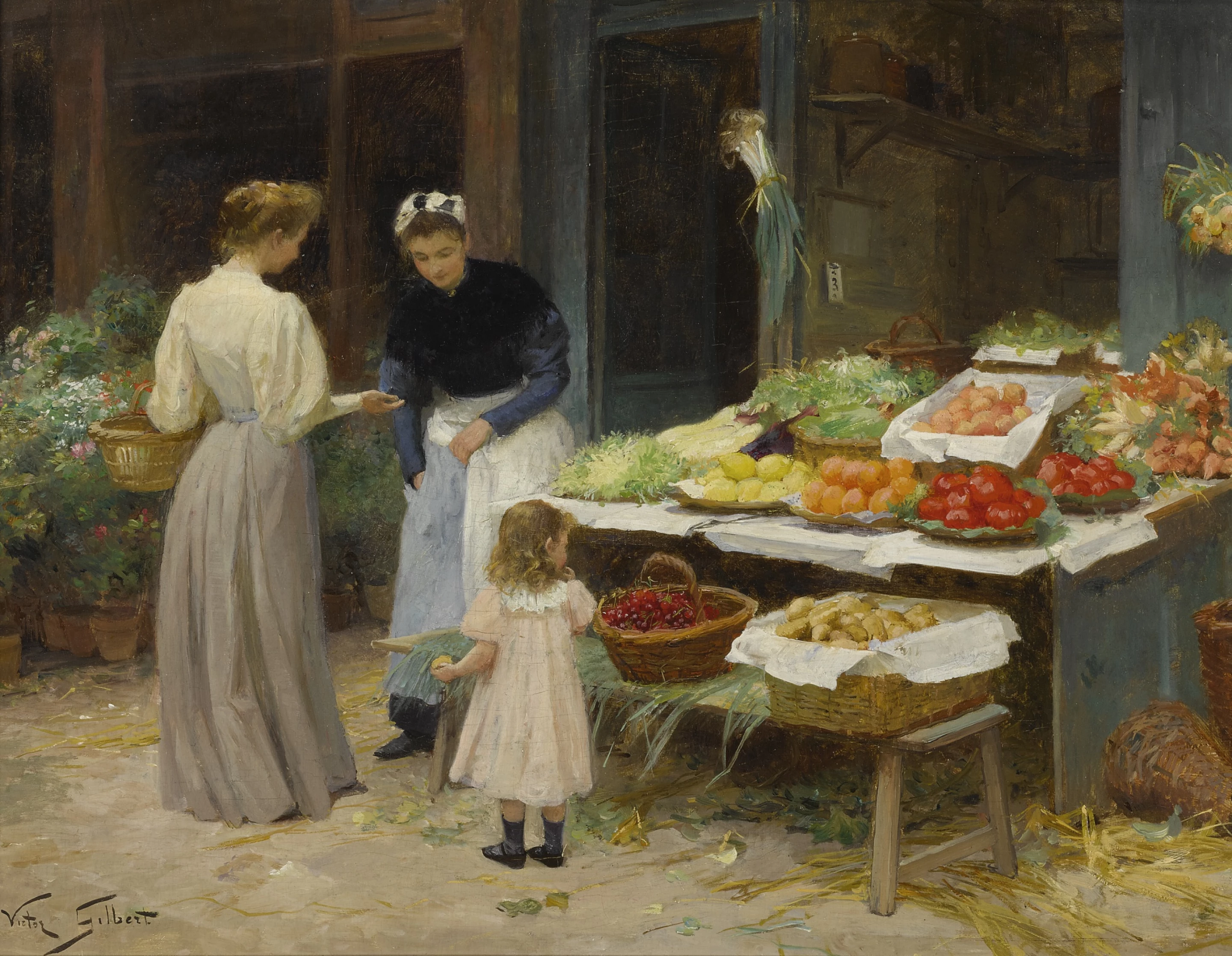
De kersenmand
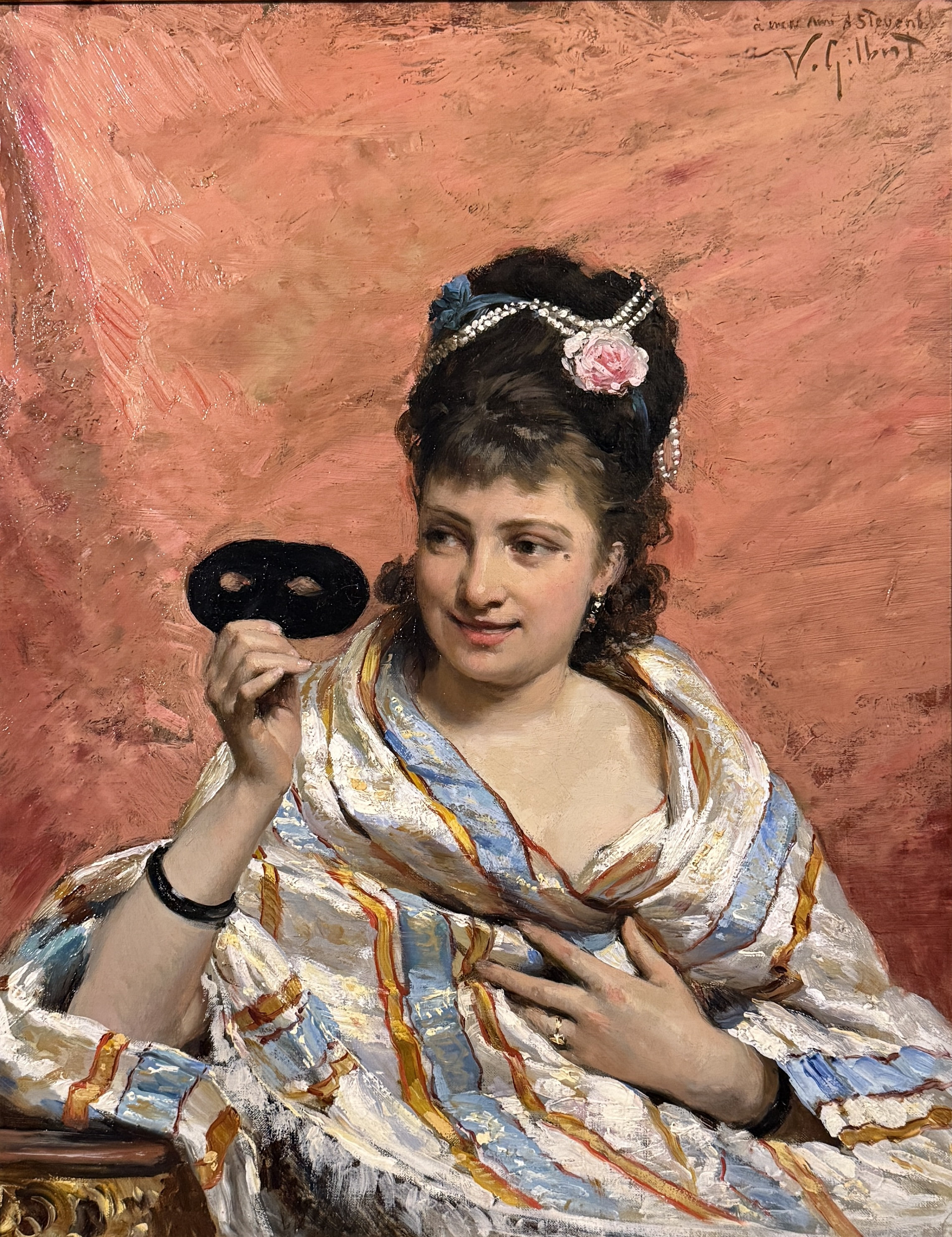
Portret van een elegante vrouw met een masker
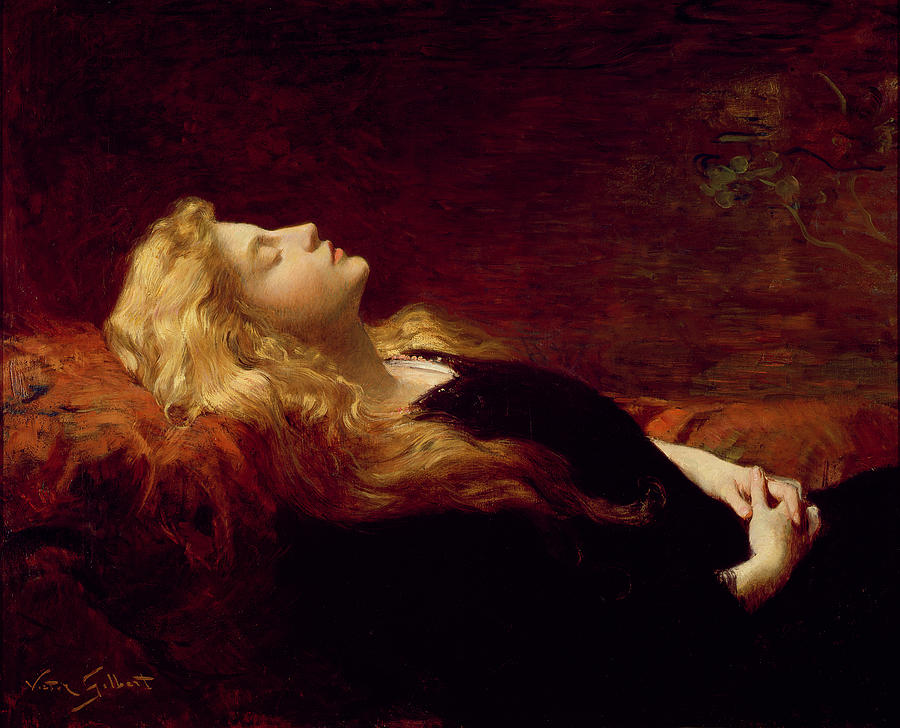
Rusten
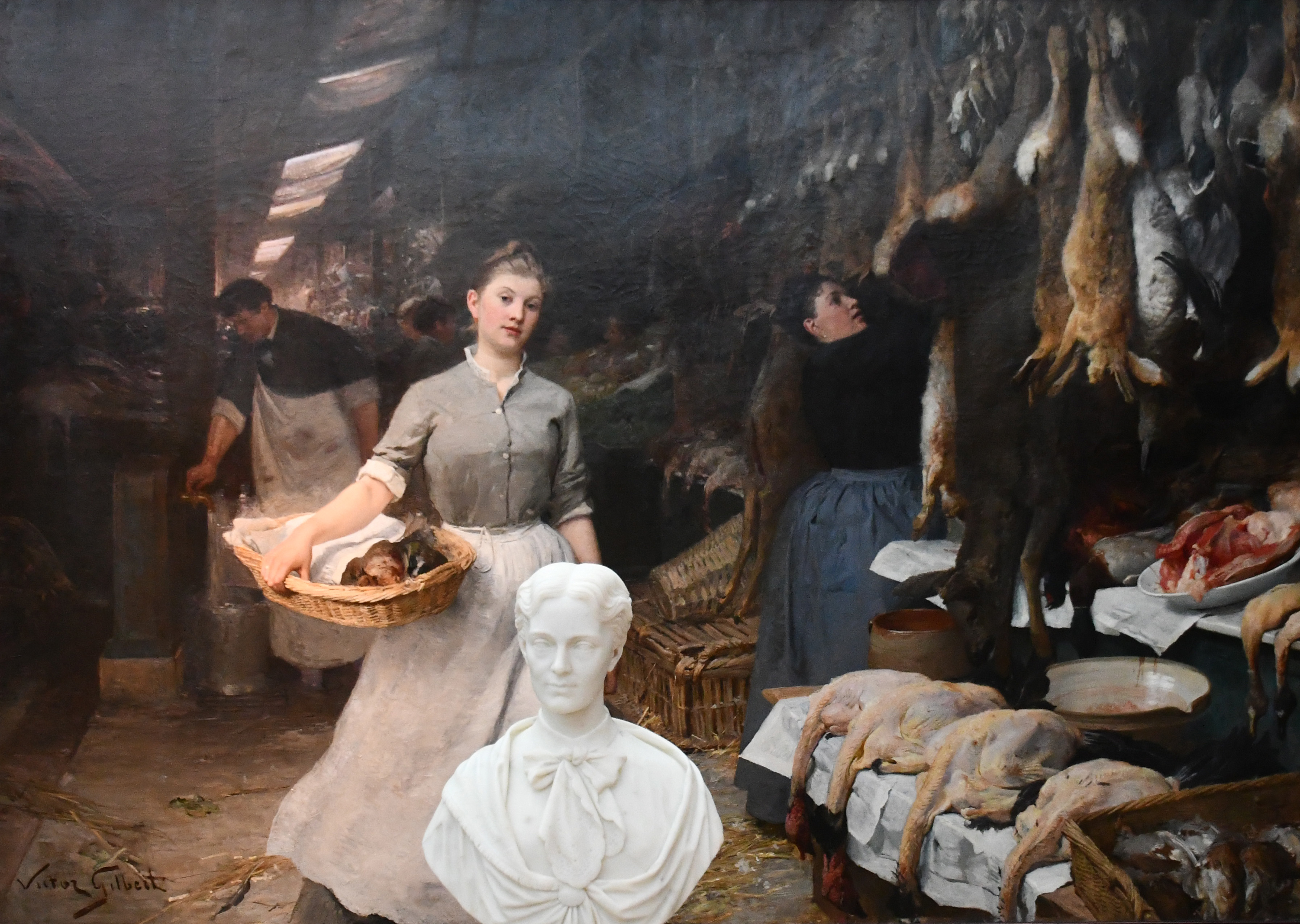
Een hoek van de markthallen